# Климатски систем
Климатски систем Земље произилази из интеракције пет главних компоненти : атмосфере (ваздух), хидросфере (вода), криосфере (лед и пермафрост), литосфере (земљин горњи каменити слој) и биосфере (жива бића).  Клима је просечно време, обично током периода од 30 година, а одређује се комбинацијом процеса у климатском систему, као што су океанске струје и обрасци ветра. Кружење у атмосфери и океанима првенствено се покреће сунчевим зрачењем и преноси топлоту из тропских региона у регионе који примају мање енергије од Сунца. Водени циклус такође помера енергију у читавом климатском систему. Поред тога, различити хемијски елементи, неопходни за живот, стално се рециклирају између различитих компоненти.
Климатски систем се може променити због климатских промена и спољашњих сила. Ове спољашње силе могу бити природне, попут варијација сунчевог интензитета и вулканске ерупције, или проузроковани од стране људи. Акумулација гасова са ефектом стаклене баште, које углавном испуштају људи кад сагоревају фосилна горива, изазива глобално загревање. Људска активност такође ослобађа расхладне аеросоле, али њихов нето ефекат је далеко мањи од ефекта стаклене баште.  Промене се могу појачати повратним процесима у различитим компонентама климатског система.

## Компоненте климатског система
Атмосфера обмотава земљу и протеже се стотинама километара од површине. Састоји се углавном од инертног азота (78%), кисеоника (21%) и аргона (0,9%). Неки гасови, као што су водена пара и угљен диоксид који се јављају у траговима у атмосфери, јесу гасови који су најважнији за рад климатског система, јер су то гасови стаклене баште који омогућавају видљивој светлости Сунца да продре на површину, али и да блокирају неко од инфрацрвених зрачења које Земљина површина емитује да уравнотежи Сунчево зрачење. То узрокује пораст површинске температуре. Хидролошки циклус је кретање воде кроз атмосферу. Хидролошки циклус не само што одређује обрасце падавина, већ такође има утицај и на кретање енергије широм климатског система. 
Сама хидросфера садржи сву течну воду на Земљи, а највећи део је у светским океанима.  Океан покрива 71% Земљине површине до просечне дубине од готово 4 km,  и може да задржи знатно више топлоте од атмосфере.  Садржи, морску воду са просечним уделом соли око 3,5%, али то варира у зависности од простора,  брактичну вода се налази у естуарима и неким језерима, а већина је слатка вода која чини 2,5% светске воде, и налази се у леду и снегу.
У криосфери се налазе сви делови климатског система у којима је вода чврста. Ово укључује морски лед, ледене плоче, пермафрост и снежни покривач. Пошто на северној хемисфери има више копна у поређењу с јужном, већи део те хемисфере је прекривен снегом. Обе хемисфере имају приближно исту количину морског леда. Већина смрзнуте воде налази се у леденим плочама на Гренланду и Антарктику, са просечном висином од око 2 km. Ове ледене плоче се полако померају према својим ивицама.
Земљина кора,  посебно планине и долине, обликују глобалне обрасце ветра: огромни планински ланци формирају препреку ветровима и утичу на то где и колико пада киша.  Земљиште ближе отвореном океану има умеренију климу од копна које је даље од океана.  У сврху моделирања климе, земљиште се често сматра статичним јер се веома споро мења у односу на остале елементе који чине климатски систем.  Положај континената одређује геометрију океана и самим тим утиче на обрасце циркулације океана. Локације мора су важне за контролу преноса топлоте и влаге широм света, а самим тим и за одређивање глобалне климе. 
И на крају, биосфера такође делује са осталим климатским системом. Вегетација је често тамнија или светлија од тла испод ње, тако да се више или мање сунчеве топлоте губи у подручјима са вегетацијом. Вегетација је добра у задржавању воде, коју потом узимају њени корени. Без вегетације, ова вода би отекла до најближих река или других водених тела. Вода коју биљке узимају уместо тога испарава и доприноси хидролошком циклусу.  Падавине и температура утичу на дистрибуцију различитих вегетацијских зона. Фиксација угљеника из морске воде растом малих фитопланктона готово је исто толико колико копнених биљака из атмосфере.  Иако су људи технички део биосфере, често се третирају као одвојене компоненте климатског система Земље, антропосфере,  због великог утицаја човека на планету.

## Ток енергије, воде и елемената

### Енергија и општа циркулација
Климатски систем прима енергију од Сунца и у далеко мањем обиму из Земљиног језгра, као и енергију плиме од Месеца. Земља емитује енергију свемиру у два облика: директно рефлектује део зрачења Сунца и емитује инфрацрвено зрачење као зрачење црним телом. Равнотежа долазне и одлазне енергије и пролаз енергије кроз климатски систем одређују енергетски буџет Земље. Када је укупна количина долазне енергије већа од одлазеће енергије, Земљин енергетски буџет је позитиван и климатски систем се загрева. Ако више енергије нестане, енергетски буџет је негативан и Земља доживљава хлађење.
Више енергије достиже се у тропима него у поларним регионима, а накнадна температурна разлика покреће глобалну циркулацију атмосфере и океана. Ваздух се подиже када се загреје, тече према полу и поново тоне када се охлади, враћајући се до екватора.  Због очувања момента импулса, Земљина ротација преусмерава ваздух у десно у Северну хемисферу и на лево у Јужну хемисферу, формирајући тако различите атмосферске ћелије.  Монсуни, сезонске промене ветра и падавина које се јављају углавном у тропима, настају због чињенице да се копнене масе загревају лакше него океан. Температурна разлика индукује разлике притиска између копна и океана, изазивајући стални ветар. 
Океанска вода која има више соли има већу густину а разлике у густини играју важну улогу у морским струјама. Термохалинска циркулација преноси топлоту из тропских у поларне регионе.  Морска струјања су даље под утицајем ветра. Компонента соли такође утиче на температуру тачке смрзавања.  Вертикални покрети могу донети хладнију воду на површину у процесу званом апвелинг, који хлади ваздух изнад. 

### Хидролошки циклус
Хидролошки циклус или водени циклус описује како се стално помера између површине Земље и атмосфере. Биљке се евапотранспиришу и сунчева светлост испарава воду из океана и других водених тела, остављајући за собом со и друге минерале. Испарена слатка вода касније пада на површину.  Падавине и испаравање нису равномерно распоређени широм света. У неким регионима као што су тропи има више падавина него испаравање, а други имају више испаравања него кише.  Испаравање воде захтева знатне количине енергије, док се током кондензације ослобађа пуно топлоте. Ова латентна топлота је главни извор енергије у атмосфери. 

### Биохемијски циклуси
Хемијски елементи, витални за живот, такође се непрекидно провлаче кроз различите компоненте климатског система. Циклус угљеника је директно важан за климу јер одређује концентрације два важна гаса ефекта стаклене баште у атмосфери: CO2 и метана. У брзом делу циклуса угљеника биљке преузимају угљен-диоксид из атмосфере користећи фотосинтезу, који се касније поново испушта дисањем живих бића. Као део спорог циклуса угљеника, вулкани ослобађају 2 отплињавањем, ослобађањем угљен-диоксида из Земљине коре и омотача.  Како 2 у атмосфери чини кишу мало киселом, ова киша може полако растворити неке стене, процес познат као елувијални. Минерали који се на овај начин ослобађају, преносе се у море, користе их жива бића чији остаци могу да формирају седиментне стене, враћајући угљеник у литосферу.
Циклус азота описује проток активног азота. Како је атмосферски азот инертан, микроорганизми га прво морају претворити у једињење активног азота у поступку који се назива азотофиксација, пре него што се он може користити као градивни блок у биосфери.
Људске активности играју важну улогу и у циклусима угљеника и азота. Изгарање фосилних горива избацило је угљеник из литосфере у атмосферу, а употреба ђубрива увелико је повећала количину доступног фиксног азота. 

## Промене у климатском систему
Клима се стално мења, у временским размацима који се крећу од годишњих доба до животног века Земље. Промене узроковане властитим компонентама и динамиком система називају се унутрашња климатска варијабилност . Систем такође може доживети промене изазване спољашњим форсирањем појавама изван система нпр. промена Земљине орбите.  Дуже промене, најчешће промене које трају најмање 30 година, називају се климатским променама, иако се ова фраза обично односи на тренутно глобално загревање. Када се клима мења, ефекти могу да се погоршавају једни друге, каскадно се преносећи кроз друге делове система у низу климатских реакција (нпр. промене албеда ), производећи различите ефекте (нпр. пораст нивоа мора ). 

### Унтрашња променљивост
Компоненте климатског система варирају у континуитету, чак и без спољних притиска. Један пример у атмосфереи је Северноатлантска осцилација (НАО), која делује као клацкалица на атмосферски притисак. Португалски Азори обично имају висок притисак, док је на Исланду често нижи притисак. Разлика у притисцима осцилира и то утиче на временске обрасце широм северноатлантског региона до централне Евроазије.  На пример, време на Гренланду и Канади је хладно и суво током позитивне НАО.  Различите фазе северноатлантске осцилације могу се одржавати више деценија. 
Океан и атмосфера могу такође радити заједно да спонтано створе унутрашњу климатску варијабилност која може да траје годинама и деценијама истовремено.   Примери ове врсте променљивости укључују Ел Нињо-јужну осцилацију, Пацифичку декадну осцилацију и Атлантску вишедекадну осцилацију. Ове варијације могу утицати на глобалну просечну површинску температуру редистрибуцијом топлоте између океана и атмосфере,   али и променом облака, водене паре или морског леда, што може утицати на укупни енергетски буџет земље.  
Океански аспекти ових осцилација могу створити варијабилност на стогодишњим временским размацима због тога што океан има стотину пута већу масу од атмосфере, а самим тим и веома високу топлотну инерцију. На пример, промене у океанским процесима, као што је циркулација термохалина, играју кључну улогу у редистрибуцији топлоте у светским океанима. Разумевање унутрашње варијабилности помогло је научницима да недавне климатске промене приписују гасовима стаклене баште. 

### Спољашњи форсирање климе
У дугим временским интервалима, клима је углавном одређена тиме колико енергије има у систему и куда се креће. Када се Земљин енергетски буџет промени, мења се и клима. Промена енергетског буџета назива се форсирањем, а када је промена узрокована нечим што се налази изван пет компоненти климатског система, назива се спољашње форсирање. Вулкани, на пример, су резултат дубоких процеса унутар земље који се не сматрају делом климатског система. Промене ван планете, попут сунчеве варијације и долазећих астероида, такође су „спољашње“ за пет компоненти климатског система, као и људске акције. 

#### Сунчева светлост
Сунце је преовлађујући извор уноса енергије на Земљу и покретач циркулације атмосфере.  Количина енергије која долази од Сунца варира у краћим временским размерама, укључујући 11-годишњи соларни циклус  и дугорочније временске скале.  Иако је соларни циклус премали за директно загревање и хлађење Земљине површине, он директно утиче на виши слој атмосфере, стратосферу, што може имати утицаја на атмосферу у близини површине. 
Незнатне разлике у кретању Земље могу проузроковати велике промене у сезонској дистрибуцији сунчеве светлости која досеже Земљину површину и начину на који је она дистрибуирана широм света, иако не на глобалну и годишњу просечну сунчеву светлост. Три врсте кинематских промена су варијације ексцентричности Земље, промене угла нагиба Земљине осе ротације и прецесија Земљине осе. Заједно, они стварају Миланковићеве циклусе, који утичу на климу и значајни су по корелацији са глацијалним и међуглацијалним периодима.

#### Гасови стаклене баште
Гасови стаклене баште задржавају топлоту у доњем делу атмосфере апсорбујући дуготаласно зрачење. У прошлости Земље многи процеси су допринели варијацијама у концентрацијама гасова са ефектом стаклене баште. Тренутно су емисије од стране људи узрок повећаних концентрација неких гасова стаклене баште, као што је 2, метан и N2О.  Доминантни узрочник ефекат стаклене баште је водена пара (~ 50%), са облацима (~ 25%) и 2 (~ 20%) који такође играју важну улогу.
Када се концентрације дуговечних гасова са ефектом стаклене баште као што је 2 повећавају и температура расте, повећава се и количина водене паре, тако да се водена пара и облаци не посматрају као спољашњи узрочници, већ као повратних информација. Елувијални процес је врло спор процес који уклања угљеник из атмосфере.

#### Аеросоли и вулканизам
Течне и чврсте честице у атмосфери, које заједнички називају аеросоли, имају различите ефекте на климу. Неки првенствено распршују сунчеву светлост и на тај начин хладе планету, док други апсорбују сунчеву светлост и загревају атмосферу.  Индиректни ефекти укључују чињеницу да аеросоли могу деловати као кондензациона језгра, стимулишући стварање облака.  Природни извори аеросола су распршивање мора, минерална прашина и вулкани, али и људи такође доприносе  јер сагоревање фосилних горива ослобађа аеросоле у атмосферу. Аеросоли неутралишу делове загревања емисије гасова стаклене баште, али само док се не врате на површину за неколико година или мање. 
Такође, вулкани су технички део литосфере, која је и сама део климатског система, али вулканизам је дефинисан као спољашње форсирање.  У просеку, само неколико вулканских ерупција по веку које утичу на климу Земље дуже од годину дана избацивањем тона SО 2 у стратосферу.   Сумпор диоксид се хемијски претвара у аеросоле који изазивају хлађење блокирајући део сунчеве светлости на Земљину површину. Мале ерупције само суптилно утичу на атмосферу. 

#### Промена коришћења земљишта
Крчење шума или друге промене људске употребе земљишта могу утицати на климу. Албедо подручја се може променити, узрокујући да регион хвата више или мање сунчеве светлости. Поред тога, вегетација утиче на хидролошки циклус, што утиче на падавине.  Пожари испуштају гасове стаклене баште у атмосферу и ослобађају црни угљеник, од ког снег потамни и лакше се топи.  

### Одговори и повратне информације
Различити елементи климатског система реагују на спољашње форсирање на различите начине. Важна разлика између компоненти је брзина којом они реагују на форсирање. Атмосфера обично реагује у року од неколико сати до недеља, док дубоким океанима и леденим плочама требају векови и миленијими да би се постигла нова равнотежа. 
Почетни одговор компоненте на спољно форсирање може бити ублажен негативним повратним информацијама и појачан позитивним повратним информацијама. На пример, значајно смањење сунчевог интензитета брзо би довело до смањења температуре на Земљи, што би омогућило ширењу леда и снежног покривача. Додатни снег и лед имају већи албедо или рефлективност и зато рефлектују више Сунчевог зрачења натраг у свемир пре него што га климатски систем може да апсорбује у целини. То заузврат узрокује да се Земља додатно охлади. 